# Riki Takasaki
Riki Takasaki (jap. 高嵜 理貴, Takasaki Riki; * 11. Juli 1970 in der Präfektur Fukuoka) ist ein ehemaliger japanischer Fußballspieler.

## Karriere
Takasaki erlernte das Fußballspielen in der Schulmannschaft der Hokuchiku High School und der Universitätsmannschaft der Nippon Sport Science University. Seinen ersten Vertrag unterschrieb er 1993 bei den PJM Futures (heute: Sagan Tosu). Der Verein spielte in der zweithöchsten Liga des Landes, der Japan Football League. Für den Verein absolvierte er 134 Spiele. 2001 wechselte er zum Erstligisten JEF United Ichihara, 2002 dann zum Ligakonkurrenten Kashima Antlers. In diesem Jahr gewann er mit dem Verein den J.League Cup. 2004 wechselte er zum Ligakonkurrenten Ōita Trinita. Für den Verein absolvierte er 23 Erstligaspiele. 2006 ging er zum Ligakonkurrenten Nagoya Grampus Eight. Ende 2006 beendete er seine Karriere als Fußballspieler.

## Erfolge
Kashima Antlers
- J.League Cup

Sieger: 2002
Finalist: 2003
- Kaiserpokal

Finalist: 2002